# توفيق كوسي
توفيق كوسي (بالتركية: Tevfik Köse؛ بالألمانية: Tevfik Köse) هو لاعب كرة قدم تركي وألماني في مركز نصف الجناح، ولد في 12 يوليو 1988 في دوسلدورف في ألمانيا. شارك مع منتخب تركيا تحت 17 سنة لكرة القدم ومنتخب تركيا تحت 19 سنة لكرة القدم ومنتخب تركيا تحت 20 سنة لكرة القدم ومنتخب تركيا تحت 21 سنة لكرة القدم. أما مع النوادي، فقد لعب مع إسطنبول باشاكشهير وبولو سبور وتشايكور ريزه سبور وعثمانلي سبور وكايسري سبور.

## وصلات خارجية
- توفيق كوسي على موقع الاتحاد الدولي (مؤرشف)  (الإنجليزية)
- توفيق كوسي على موقع الاتحاد الأوربي (الإنجليزية)
- توفيق كوسي على موقع اتحاد تركيا (لاعب) (الإنجليزية)
- توفيق كوسي على موقع قاعدة بيانات كرة القدم.إي يو (الإنجليزية)
- توفيق كوسي على موقع بيانات كرة القدم. دي إي (الألمانية)
- توفيق كوسي على موقع Soccerway.com (الإنجليزية)
- توفيق كوسي على موقع عالم كرة القدم.نت (الإنجليزية)